# Diocese de Quelimane
A Diocese de Quelimane encontra-se geograficamente localizada na região central da República de Moçambique, e compreende além do território geográfico do município de Quelimane, outros distritos da Província de Zambézia. Na sede da diocese encontra-se a Sé Catedral de Nossa Senhora do Livramento, cuja festa litúrgica é celebrada no dia 8 de Dezembro.
A diocese foi erigida a 6 de Outubro de 1954 por Pio XII, pela Constituição Apostólica ‘’Quandoquidem Christus’’ e desmembrando-a da Arquidiocese da Beira. Foi seu primeiro bispo Dom Francisco Nunes Teixeira.
A diocese abrange uma área total de 57.798 Km2, numa população total de 3.440.268, sendo 1.366.593 católicos, portanto, 39,72% da população, distribuídos por 29 paróquias.

## Lista dos Bispos de Quelimane
|        | Nome                                | Período   | Notas                               |
| Bispos | Bispos                              | Bispos    | Bispos                              |
| ------ | ----------------------------------- | --------- | ----------------------------------- |
| 4º     | Osório Citora Afonso, I.M.C.        | 2025-     |                                     |
| 3º     | Hilário da Cruz Massinga, O.F.M.    | 2008-2023 | nomeado bispo auxiliar de Inhambane |
| 2º     | Bernardo Filipe Governo, O.F.M.Cap. | 1976–2007 |                                     |
| 1º     | Francisco Nunes Teixeira            | 1955–1975 |                                     |